# Марынец
Марынец (пол. Maryniec) — село в Польше, входит в Великопольское воеводство, Злотувский повят, Гмина Краенка. Население — 40 человек.